# Jauchzet Gott in allen Landen

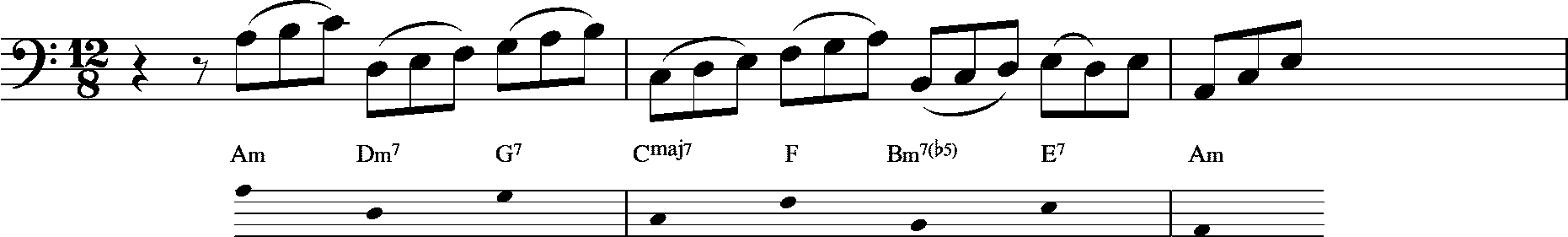
Zapis nutowy linii basu kantaty

Jauchzet Gott in allen Landen (Chwała Bogu na całej ziemi, BWV 51) – kantata Johanna Sebastiana Bacha, przeznaczona na 15. niedzielę po Święcie Trójcy Świętej.
Utwór powstał w Lipsku, przypuszczalnie w 1730 r., a pierwsze wykonanie miało miejsce prawdopodobnie 17 września 1730 r.
Jest jedną z czterech kantat religijnych Bacha napisanych na solowy głos sopranu (pozostałe to Falsche Welt, dir trau ich nicht, BWV 52, Ich habe genug, BWV 82, Ich bin vergnügt mit meinem Glücke, BWV 84 oraz Mein Herze schwimmt im Blut, BWV 199).
Autor tekstu jest nieznany, poza częścią 4 (Sei Lob und Preis mit Ehren), która zawiera tekst Johanna Gramanna z 1549 r.
Partia solowa, szczególnie w części pierwszej, odznacza się wyjątkową skalą trudności. Wirtuozowski charakter utworu sprawia, że próby wykonań przez solistów chórów chłopięcych, liczne w przypadku innych kantat Bacha, należą do rzadkości.

## Części kantaty
1. Aria Jauchzet Gott in allen Landen!
2. Recytatyw Wir beten zu dem Tempel an
3. Aria Höchster, mache deine Güte
4. Chorał Sei Lob und Preis mit Ehren
5. Aria Alleluja!

## Obsada
- sopran
- trąbka
- dwoje skrzypiec
- altówka
- basso continuo